# 腦筋急轉彎2
是一部2024年美國3D電腦動畫成長電影，2015年電影《腦筋急轉彎》的續集，由皮克斯動畫工作室和華特迪士尼影業共同製作，華特迪士尼工作室電影發行。該片由凱爾西·曼恩執導，梅格·蕾法芙編劇，主要配音員包括艾米·波勒、菲利斯·史密斯、劉易·布萊克、托尼·海爾、麗莎·拉琵拉、瑪雅·霍克、阿尤·艾德維利、阿黛兒·艾薩卓普洛斯以及保羅·華特·豪澤。故事延續前作女主角萊莉·安德森及其腦中情緒的成長變化，講述萊莉踏入青春期後，新舊情緒的相識、磨合、理解、合作與心靈成長。
《腦筋急轉彎2》2024年6月10日在加利福尼亞州洛杉磯的埃爾卡皮坦劇院首映，2024年6月14日於美國上映。本片發行後票房和口碑雙收，在全球收穫超過16億美元的票房佳績，成為2024年票房最高的電影，曾一度是全球票房最高的動畫電影，同時是皮克斯動畫工作室歷年最高票房紀錄的作品。媒體與影評界普遍讚揚電影延續前作的機智和幽默感、深入刻畫的情感描寫、青春期的主題和演員配音表現。本片也獲得諸如第52屆安妮獎7項獎項提名、金球獎最佳動畫獎提名等榮譽，但在第97屆奧斯卡金像獎最佳動畫片獎惜敗於《喵的奇幻漂流》。

## 故事概要
经过前作的人生變遷經歷，萊莉於一年後成長之餘內在的情感也變得更加豐富。這年剛滿13歲的萊莉準備進入中學求學，原先負責維持萊莉大腦總部運作的樂樂、憂憂、怒怒、驚驚、厭厭，在大腦創造了包含萊莉核心人格的記憶和感受、最初的「自我意識」。萊莉認識了同班的女學生布麗和葛蕾斯，成為好友兼冰球隊友。她們三人在勝出一場比賽後獲得主持冰球訓練營兼在高中任教的羅伯茲教練的青睞和邀請，決定加入冰球訓練營。萊莉期望藉此可以申請加入她心儀的冰球火鷹隊。樂樂、憂憂、怒怒、驚驚、厭厭為確保萊莉能留給他人良好印象，採納樂樂創建的心理機制系統——將負面情緒拋諸腦海之中。但是事情發展出乎樂樂、憂憂、怒怒、驚驚、厭厭的預料：萊莉在當晚入眠期間，情緒控制台拉響了「青春期」警報。伴隨解除警報而來的，是不請自來踏入大腦總部，逕自升級情緒控制台的腦部工作者，樂樂一夥還被提醒接下來會有「其他情緒成員」即將到來。
翌日，樂樂一夥發現當他們於情緒控制台進行互動時，萊莉變得容易過度反應。她在前往冰球訓練營途中意外獲知她的好友布麗和葛蕾斯準備轉去另一所高中，傷心之際在冰球訓練營遇見她景仰的明星球員瓦倫蒂娜·「薇姊」·奧爾蒂斯。大腦總部這時正式迎來五名新進情緒成員：消極的阿廢、內向尷尬害羞的阿羞、容易焦慮的阿焦、經常羨慕各種事物的阿慕，還有偶爾才露面的念舊嬤。這讓萊莉的心理壓力驟增，盡管樂樂一夥歡迎這些情緒成員的到來，但同時擔憂他們尤其是阿焦可能會擾亂萊莉的生活。樂樂認為萊莉應該玩得開心，樂在其中；但阿焦讓萊莉預想出很多負面的場景，只著眼於讓萊莉專注練習累積經驗和技巧，以便申請進入理想的隊伍，還有結交新朋友。這導致樂樂和阿焦為了如何讓萊莉在冰球訓練營期間表現發生意見分歧和衝突。結果萊莉在抵达营地第一天因为过于放松被教练点名批评，連累整個球隊被教練懲罰。
阿焦深感情緒需要作出改變，不但自作主張將萊莉的「自我意識」拋到萊莉的腦海深處，還認為樂樂一夥的存在是多餘的，故命令阿羞將他們放入一個巨大的玻璃罐中，然後將其困於萊莉頭腦下方的一個儲存庫中。樂樂一夥在儲存庫遇見待在那裏的虛構角色布飛狗和狂刀藍斯，還有萊莉的深層秘密。經由布飛狗和狂刀藍斯協助才如願脫困，還收下布飛狗霹靂包。阿焦和其他新的情緒成員掌握大权后創造了一組由焦慮為主要核心的負面記憶，為萊莉創造了負面的第二個「自我意識」，讓她擁有阿焦所認為的更美好的未來。樂樂一夥藉由回憶管將憂憂發送到總部，而其他情緒成員則前往腦海深處找回萊莉原本的自我意識。另一方面，试图赶回总部的樂樂一夥驚覺阿焦正在用負面情緒影響萊莉的心理和行動（例如試圖讓萊莉模仿薇姊與之交友，令布麗和葛蕾斯對萊莉關係緊張），巨大的压力，行程中的极度不顺以及其他情绪持续的施压让乐乐彻底崩溃，但是樂樂經過怒怒、驚驚、厭厭的安慰重新振作。
训练营已进入第二天，莱莉从同学口中得知第二天即将有一场十分重要的比赛，这让阿焦兴奋不堪，即使莱莉已经就寝，阿焦仍然指挥想象部绘制大量比赛失败的幻想，让莱莉难以入睡，闯进想象部的乐乐一伙随即开始制造比赛成功的幻想，同时煽动画师罢工，才截断了源源不断的幻想，直到一伙被思想警察驱离，离开后的乐乐一伙成功從儲存在那裡的糟糕記憶的頂峰上取回了她的最初「自我意識」。另一方面，虽然制造幻想的计划失败，阿焦仍然操控萊莉趁夜潛入教職員辦公室偷窺球隊教練的筆記，察覺教練判斷她還沒準備好成為火鷹隊的評價，于是阿焦立刻为莱莉立下要打进三个球的目标。憂憂在返回大腦總部調閱資料時被阿羞發現，阿羞選擇幫忙掩護憂憂不被阿焦、阿慕、阿廢發現，但最終阿焦還是逮住了憂憂和拿回控制台的掌控權，并拆除了记忆弹射通道，这导致乐乐和忧忧里应外合的计划彻底失败，乐乐一伙也被困在了脑海深处。不甘失败的一伙随即召唤出布飛狗霹靂包，从包中取得大量炸药，意图爆破丢弃记忆堆的底部，从而制造「雪崩」顺流返回总部。第三天的比赛正式开始，虽然在荣誉感的驱使下，莱莉连续进球两次，但是随着比赛进行，阿焦發現她當初試圖讓萊莉做出改變而替換的「自我意識」，反讓萊莉陷入了自我懷疑的境地，阿焦驚慌地試著讓事態導回正軌，但是這一系列連鎖反應造成萊莉在冰球场上愈发急躁，甚至在抢球时意外撞傷了葛蕾斯，被罰暫時停賽。阿焦在驚恐失控的狀態瘋狂操作控制台，導致不知所措的萊莉出現恐慌發作反應。
樂樂、怒怒、驚驚、厭厭趕回大腦總部，偕同憂憂、阿廢、阿羞、阿慕一起遏止事態惡化，但爆破形成的雪崩却让无数的记忆冲进了思想池。樂樂主動告知阿焦，她不需要讓萊莉改變自己，藉此擁有更好的未來，緩解了阿焦的不安，還跟著其他情緒成員將阿焦安裝的「自我意識」替換成樂樂一夥最初創建的「自我意識」，但萊莉仍處於激動狀態。當懊悔的阿焦坦言承認她無法確定萊莉是誰之後，樂樂意識到這也適用於她，於是樂樂再次消除了最初的「自我意識」，取而代之的，則是讓冲进思想池的正面和負面記憶中形成了一種全新的、複雜的、充斥著變化的第三種「自我意識」。情緒成員一起接受並擁抱第三種「自我意識」，最終讓處於不安狀態的萊莉平靜下來並與布麗和葛蕾斯和解。控制台直接呼叫樂樂，在樂樂接手指揮後，終於幫助萊莉在愉悅的狀態下完成了這場比賽。
事件落幕後，萊莉和布麗、葛蕾斯和解，繼續在曲棍球領域精進球藝。新學期到來，「薇姊」和火鷹隊成員一起成為了萊莉的新朋友，萊莉忠於自己的同時仍和布麗、葛蕾斯維持聯絡。至於樂樂一夥則和其他新進情緒成員和平共處，保護萊莉永遠改變的自我意識。萊莉檢視著她的手機，確認自己是否如願加入火鷹隊，她帶著自豪的微笑望著鏡中的自己，迎向人生新階段。
片尾彩蛋中，樂樂用新學的語言和萊莉的深層秘密溝通試圖讓對方走出來，但最終深層秘密選擇閉門不出。

## 角色
- 樂樂：萊莉大腦總部內的指揮，致力讓萊莉樂觀面對一切。[5]
- 憂憂：萊莉大腦總部內的副指揮，為人悲觀，所有被她碰到的記憶球都會轉為悲傷。[5]
- 怒怒：為人暴躁易怒，常為萊莉抱不平。[5]
- 驚驚：為人謹慎小心且膽小，負責替萊莉的日常活動作出風險和危機評估。[5][6]
- 厭厭：負責使萊莉避開她所感到厭惡的事物。[5][6]
- 阿焦：萊莉的新情緒，性格容易焦慮，負責替萊莉往後的活動作出風險和危機評估。[5][6]
- 阿慕：萊莉的新情緒，總是羨慕各種東西。[7][8]
- 阿廢：萊莉的新情緒，總是提不起勁，能令人感到沒有主見。[7][8]
- 阿羞：萊莉的新情緒，性格內向容易尷尬害羞。[8]
- 萊莉·安德森（Riley Andersen）：熱愛冰上曲棍球的13歲少女(第一集為11歲)。[8]
- 吉兒·安德森（Jill Andersen）：萊莉的母親。[5]
- 比爾·安德森（Bill Andersen）：萊莉的父親。[5]
- 瓦倫蒂娜·「薇姊」·奧爾蒂斯（Valentina "Val" Ortiz）：萊莉敬仰的高中冰上曲棍球員。[8]
- 布麗和葛蕾斯（Grace）：萊莉的好友。[8]
- 狂刀藍斯（Lance Slashblade）：萊莉小時候暗戀過的英雄遊戲角色。[9]
- 羅伯茲教練（Coach Roberts）：冰上曲棍球夏令營教練。[8]
- 布飛狗（Bloofy）：萊莉小時候最喜歡的電視節目角色。[9]
- 霹靂包（Pouchy）：布飛狗的包包，携带有大量炸药。
- 深層秘密（Deep Dark Secret）：代表著萊莉的秘密的角色。
- 心智警察法蘭克和戴夫（Mind Cop Frank and Dave）
- 工頭
- 萊莉母親腦中的怒怒（Mom's Anger）[7]
- 萊莉父親腦中的怒怒（Dad's Anger）
- 念舊嬤（Nostalgia）：萊莉的新情緒，也是外表最年老的情緒。[10]
- 記憶清潔工波拉和鮑比（Forgetter Paula and Bobby）
- 阿費：萊莉腦部的工人。[5]
- 瑪姬
- 傑克
- 冰上曲棍球播報員（Hockey Announcer）

### 配音員
| 角色                       | 美国                   | 香港   | 臺灣     | 中国大陆 | 備註     |
| -------------------------- | ---------------------- | ------ | -------- | -------- | -------- |
| 樂樂                       | 艾米·波勒              | 蘇雅琳 | 陳貞伃   | 關曉彤   | [ 註 2 ] |
| 憂憂                       | 菲利斯·史密斯          | 王菀之 | 吳佳樺   | 李雪琴   |          |
| 怒怒                       | 劉易·布萊克            | 許紹雄 | 楊少文   | 秦霄賢   |          |
| 驚驚                       | 托尼·海爾              | 蔣志光 | 李勇     | 楊迪     | [ 註 3 ] |
| 厭厭                       | 麗莎·拉琵拉            | 楊詩敏 | 丘梅君   | Papi醬   | [ 註 4 ] |
| 阿焦                       | 瑪雅·霍克              | 黃正宜 | 黃路梓茵 | 蔡娜     |          |
| 阿慕                       | 阿尤·艾德維利          | 鄧麗英 | 張乃文   | 徐安     |          |
| 阿廢                       | 阿黛兒·艾薩卓普洛斯    | 張蔓姿 | 林筱玲   | 李佳鹭   |          |
| 阿羞                       | 保羅·華特·豪澤         | 魏浚笙 | 張至超   | 尹立泽   |          |
| 萊莉·安德森                | 肯辛頓·塔爾曼 （）     | 岑伊婷 | 顏蕾容   | 佟心竹   |          |
| 吉兒·安德森                | 黛安·蓮恩              | 譚玉瑛 | 劉小芸   |          |          |
| 比爾·安德森                | 凱爾·麥克拉蘭          | 張國強 | 于正昌   |          |          |
| 瓦倫蒂娜·「薇姊」·奧爾蒂斯 | 莉馬爾·赫南德茲        | 廖杏茵 | 穆宣名   | 叶知秋   |          |
| 布麗                       | 蘇瑪亞·努里丁-格林     | 侯卓嵐 | 林真亦   | 张放     |          |
| 葛蕾斯                     | 葛莉絲·盧 （）         | 鄭展翹 | 梁韶芸   | 阎么么   |          |
| 狂刀藍斯                   | 葉永 （）              | 蕭徽勇 | 王辰驊   | 郝翔海   |          |
| 羅伯茲教練                 | 伊薇特·妮可·布朗       | 何秀慧 | 汪世瑋   | 程玉洁   |          |
| 布飛狗                     | 朗·方雀斯              | 黃榮璋 | 賈文安   |          |          |
| 霹靂包                     | 詹姆斯·奧斯汀·詹森     | 蔡宇恒 | 賴緯     | 张磊     |          |
| 深層秘密                   | 史蒂夫·普賽爾          | 葉世華 | 王希華   | 张云明   |          |
| 大腦警察法蘭克             | 戴夫·戈爾茲            | 趙樂禧 | 賈文安   |          |          |
| 大腦警察大衛               | 法蘭克·歐茲            | 黃文偉 | 王辰驊   |          |          |
| 工頭                       | 寇克·柴契爾            | 黃文偉 | 王希華   |          |          |
| 萊莉母親腦中的怒怒         | 寶拉·佩爾              | 劉亮瑩 | 汪世瑋   |          |          |
| 萊莉父親腦中的怒怒         | 彼特·達克特            | 蕭徽勇 | 楊少文   |          |          |
| 念舊嬤                     | 瓊·史桂布              | 蔡惠萍 | 林筱玲   | 张璐     |          |
| 記憶清潔工波拉             | 波拉·龐德斯通          | 張家縈 | 汪世瑋   |          |          |
| 記憶清潔工鮑比             | 鮑比·莫尼漢            | 張文獻 | 王希華   |          |          |
| 阿費                       | 約翰·雷森伯格          | 葉世華 |          |          |          |
| 瑪姬                       | 莎拉優·布魯            | 陳金樂 | 林筱玲   |          |          |
| 傑克                       | Flea                   | 楊智剛 |          |          |          |
| 冰球賽廣播員               | 肯德爾·科因·斯科菲爾德 | 黃秀蓮 | 曾允凡   |          |          |

## 配音工作人員
- 香港粵語版：曾佩儀（導演）、周嘉茵（翻譯）、周樂（填詞及音樂監製）

- 製作：
  - 香港粵語版：Cinedigit sound limited （製作）、Shepperton International （混音）、Sink Kwok & Nicole Cheung（製作統籌）、Disney Character Voices International, Inc. （粵語版製作）

## 製作
在《腦筋急轉彎》於2015年上映並獲得成功的票房迴響後，成為2015年票房排名第七的電影。今夜娛樂和《衛報》認為續集的製作是「不可避免的」。《腦筋急轉彎》導演彼特·道格特在2016年1月第89屆奧斯卡金像獎入圍時已經開始構思續集。皮克斯在2022年9月的D23博覽會上正式確認續集的開發，艾米·波勒也與道格特一起討論了該電影。凱爾西·曼恩被宣布為續集的導演，這也是他首次執導長片，之前曾在2013年執導過短片《派對中央》。馬克·尼爾森擔任本片的製片人，而前作的編劇梅格·勒法夫則回歸負責編寫電影劇本。
為了利用「真實」的建構世界，曼採用道格特在第一部電影製作期間提出的「5到27種情緒」的概念。最初的構想是增加九種新的情緒，使樂樂被眾多新情緒的出現所壓倒。然而，他後來認為故事無法在如此多的情緒下保持一致，因此在首次試映後，他決定簡化情緒的數量。這些情緒包括幸災樂禍（從他人的困境中獲得喜悅）、妒忌和愧疚，雖然後兩者在影片中受到影響並被刪除，但曼認為妒忌可能與羨慕相關，而愧疚則在焦慮的引入中可見，因而給予焦慮一些來自內疚的負擔，這些靈感來自與他在迪士尼樂園飯店旅行時的經驗。

### 配音陣容
2022年9月8日，據《PuckNews》透露，華特迪士尼影業正在製作2015年電影《腦筋急轉彎》的續集，艾米·波勒、菲莉絲·史密斯和劉易·布萊克回歸聲演各自的角色，波勒接受500萬美元薪金並帶有豐厚獎金的邀請，再次飾演第一部電影中的角色「阿樂」。菲利斯·史密斯和路易斯·布萊克也再次出演了第一部電影中的角色，分別為「阿愁」和「阿燥」。比爾·哈德和敏蒂·卡靈由於對薪金感到不滿拒絕回歸；據報導，他們和其他返回的演員每人被提供了10萬美元，這相當於波勒薪水的2％。9月9日，迪士尼在D23博覽會上正式宣佈製作《腦筋急轉彎2》，該片由凱爾西·曼恩執導，梅格·蕾法芙編劇，馬克·尼爾森製片，波勒回歸聲演樂樂，並排定於2024年夏季上映。
2023年11月9日，皮克斯發布前導預告，並透露托尼·海爾將取代哈德為「阿驚」配音，麗莎·拉琵拉將取代卡靈為「阿憎」配音，玛雅·霍克為新角色「焦焦」配音。黛安·蓮恩和凱爾·麥克拉蘭回歸為萊莉的父母配音。
2024年1月16日，據透露瓊·史桂布參與配音。2024年3月7日，皮克斯發布正式預告，阿尤·艾德維利、阿黛兒·艾薩卓普洛斯和保羅·華特·豪澤分別為新角色「阿羡」、「阿厭」以及「阿尷」配音。

### 音樂
2024年3月7日，隨著第二支預告片和海報的發布，據透露安德烈亞·達茲曼負責為這部電影作曲，以接替前作的迈克·吉亚奇诺。

## 行銷

### 美國
電影預告片和海報於2023年11月9日發布。在所有社交媒體平台上，預告片在發布的前24小時內觀看次數超過1.57億次——其中包括TikTok的超過7800萬次，成為華特迪士尼公司歷史上觀看次數最多的動畫電影預告片，打破了前紀錄保持者《冰雪奇緣2》（2019年）。電影的剪輯片段在第五十八屆超級盃期間播出，第二支預告片和新的海報於2024年3月7日發布。
該預告片也標誌著2023年華特迪士尼影業標誌的「標準」版本的首次亮相，這是為慶祝工作室百年紀念而於去年推出的。電影的前35分鐘片段於2024年4月11日CinemaCon上由華特迪士尼工作室首次展示。

### 台灣
2024年4月14日，台灣迪士尼影業重新發佈預告片及宣傳海報，四名新角色的譯名由原本的「焦焦」、「慕慕」、「羞羞」、「倦倦」更名為「阿焦」、「阿慕」、「阿羞」、「阿廢」。

## 發行
《腦筋急轉彎2》由華特迪士尼工作室電影排定於2024年6月14日美國上映。

## 迴響

### 評價
《腦筋急轉彎2》受到多數影評人的好評。根据評論匯總网站爛番茄汇总的319篇评论文章，91%的评论家给予该作正面评价，平均打分为7.6分（满分10分）。该网站总结的评论家共识是“《腦筋急轉彎 2》增添了青少年焦慮的情緒，不辜負前作的情緒智商，讓你的頭腦清醒、溫暖心靈。”
在Metacritic上，59位影評人共給予了73分的分數（滿分100分），這部電影獲得了「普遍好評」。

### 票房
| 上一届： 《絕地戰警：生死與共》       | 2024年美國週末票房冠軍 第24-26週 | 下一届： 《神偷奶爸4》    |
| 上一届： 《梦境》                     | 2024年韓國週末票房冠軍 第24-28週 | 下一届： 《》             |
| 上一届： 《絕地戰警：生死與共》       | 2024年台北週末票房冠軍 第24-28週 | 下一届： 《龍捲風暴》     |
| 上一届： 《談判專家》                 | 2024年香港一週票房冠軍 第26-29週 | 下一届： 《死侍與金鋼狼》 |
| 上一届： 《談判專家》                 | 2024年香港週末票房冠軍 第26-29週 | 下一届： 《死侍與金鋼狼》 |
| 上一届： 《蠟筆小新：我們的恐龍日記》 | 2024年日本週末票房冠軍 第32-33週 | 下一届： 《最后的里程》   |

## 獎項及提名
| 年份 | 日期     | 頒獎典禮                     | 獎項                 | 入圍者                                                             | 結果 | 參考來源 |
| ---- | -------- | ---------------------------- | -------------------- | ------------------------------------------------------------------ | ---- | -------- |
| 2024 | 12月8日  | 第8屆阿斯特拉獎              | 最佳動畫             | 不適用                                                             | 提名 |          |
| 2024 | 12月8日  | 第8屆阿斯特拉獎              | 最佳配音             | “阿樂” 愛美·寶拉                                                   | 提名 |          |
| 2024 | 12月8日  | 第8屆阿斯特拉獎              | 最佳配音             | “阿焦” 瑪雅·鶴健                                                   | 提名 |          |
| 2024 | 12月8日  | 第8屆阿斯特拉獎              | 最佳新導演           | 凱爾西·曼恩                                                        | 提名 |          |
| 2024 | 12月8日  | 第23屆華盛頓特區影評人協會獎 | 最佳動畫電影         | 不適用                                                             | 提名 |          |
| 2024 | 12月8日  | 第23屆華盛頓特區影評人協會獎 | 最佳配音             | “阿樂” 愛美·寶拉                                                   | 提名 |          |
| 2024 | 12月8日  | 第23屆華盛頓特區影評人協會獎 | 最佳配音             | “阿焦” 瑪雅·鶴健                                                   | 提名 |          |
| 2024 | 12月11日 | 第37屆芝加哥影評人協會獎     | 最佳動畫電影         | 不適用                                                             | 提名 |          |
| 2024 | 12月15日 | 第21屆聖路易斯影評人協會獎   | 最佳動畫電影         | 不適用                                                             | 提名 |          |
| 2024 | 12月15日 | 第21屆聖路易斯影評人協會獎   | 最佳配音             | “阿焦” 瑪雅·鶴健                                                   | 亚军 |          |
| 2024 | 12月15日 | 第21屆聖路易斯影評人協會獎   | 最佳配音             | “阿樂” 愛美·寶拉                                                   | 提名 |          |
| 2025 | 1月5日   | 第82屆金球獎                 | 最佳動畫片           | 不適用                                                             | 提名 |          |
| 2025 | 1月5日   | 第82屆金球獎                 | 電影和票房成就獎     | 不適用                                                             | 提名 |          |
| 2025 | 1月26日  | 第29屆衛星獎                 | 最佳動畫或混合媒體   | 不適用                                                             | 提名 |          |
| 2025 | 2月2日   | 第52屆土星獎                 | 最佳動畫電影         | 不適用                                                             | 提名 |          |
| 2025 | 2月2日   | 第45屆倫敦影評人協會獎       | 最佳動畫電影         | 不適用                                                             | 提名 |          |
| 2025 | 2月7日   | 第30屆評論家選擇獎           | 最佳動畫電影         | 不適用                                                             | 提名 |          |
| 2025 | 2月8日   | 第52屆安妮獎                 | 最佳動畫電影         | 不適用                                                             | 提名 |          |
| 2025 | 2月8日   | 第52屆安妮獎                 | 最佳動畫角色         | 阿維夫·馬諾                                                        | 提名 |          |
| 2025 | 2月8日   | 第52屆安妮獎                 | 最佳動畫角色設計     | 迪安娜·馬西格利斯                                                  | 提名 |          |
| 2025 | 2月8日   | 第52屆安妮獎                 | 最佳動畫剪接         | 毛里薩·霍爾維茨、大衛·蘇瑟、費歐娜·托特、喬納森·瓦爾戈             | 提名 |          |
| 2025 | 2月8日   | 第52屆安妮獎                 | 最佳動畫製作設計     | 賈森·迪默、喬許·韋斯特、村山惠子、比爾·贊恩、勞拉·邁耶             | 提名 |          |
| 2025 | 2月8日   | 第52屆安妮獎                 | 最佳動畫電影配音     | “阿焦” 瑪雅·鶴健                                                   | 提名 |          |
| 2025 | 2月8日   | 第52屆安妮獎                 | 最佳動畫電影編劇     | 梅格·蕾法芙、戴夫·霍爾斯滕                                         | 提名 |          |
| 2025 | 2月11日  | 第23屆視覺效果工會獎         | 最佳動畫電影視覺效果 | 凱爾西·曼恩、馬克·尼路臣、蘇迪普蘭·加斯瓦米、比爾·瓦特拉爾         | 提名 |          |
| 2025 | 2月11日  | 第23屆視覺效果工會獎         | 最佳動畫電影動畫角色 | “阿焦” 亞歷山大·阿爾瓦拉多、布萊恩·弗朗西斯科、阿曼達·瓦格納、張琳 | 提名 |          |
| 2025 | 2月16日  | 第78屆英國電影學院獎         | 最佳動畫電影         | 不適用                                                             | 提名 |          |
| 2025 | 3月2日   | 第97屆奧斯卡金像獎           | 最佳動畫電影         | 不適用                                                             | 提名 |          |

## 備註
1. ↑  港澳提前於2024年6月29日起推出「優先場」（相當於臺灣「口碑場」、中國大陸「點映」）。
2. ↑  樂樂於前作的香港配音員為林二汶，本作改由蘇雅琳聲演。
3. ↑  驚驚於前作的美國配音員為比爾·哈德，本作改由托尼·海爾聲演。
4. ↑  厭厭於前作的美國配音員為敏迪·卡靈，本作改由麗莎·拉琵拉聲演。

## 外部連結
- 互联网电影数据库（IMDb）上《腦筋急轉彎2》的资料（英文）
- Metacritic上《腦筋急轉彎2》的資料（英文）
- AllMovie上《腦筋急轉彎2》的资料（英文）
- 爛番茄上《腦筋急轉彎2》的資料（英文）
- Box Office Mojo上《腦筋急轉彎2》的资料（英文）
- 開眼電影網上《腦筋急轉彎2》的資料（繁體中文）
- 豆瓣电影上《腦筋急轉彎2》的資料 （简体中文）